# Ahora le toca al Cangri! Live
Ahora le toca al Cangri! Live es el primer álbum en vivo de Daddy Yankee, fue un concierto masivo hecho en el Coliseo de Puerto Rico Roberto Clemente para el año 2003 que celebraba las más de 100 mil copias de sus 2 álbumes El Cangri.com y Los Homerun-Es de Yankee, Vol. 1. Además interpretó sus mayores éxitos en Puerto Rico, junto a los cantantes: Glory, Don Omar, Yaga & Mackie y más. Fue lanzado el 15 de marzo de 2005 por V.I. Music, este fue el último álbum bajo el contrato de Los Cangris/VI Music. El Álbum fue lanzado por Universal Music Group y el DVD por Machete Music.
A tan sólo un mes de lanzamiento, Raymond Ayala Recibió 1 Millón de dólares por la venta de 300.000 mil copias.

## Antecedentes
Este fue el primer concierto masivo exclusivamente del artista boricua Daddy Yankee, este concierto fue para celebrar las más de 100 mil copias que tuvieron sus 2 álbumes anteriores. La sede fue el Coliseo Roberto Clemente, el cual era la sede más grande para espectáculos en vivo en Puerto Rico, gracias a este show Daddy Yankee comienza una gira por Nueva York, República Dominicana, Honduras y Guatemala. El Show contó con la participación de Don Omar, Héctor el Father, Tito El Bambino, Nicky Jam, Notty, Yaga & Mackie Ranks, Glory, Mary Jean & Sir Speedy.
Por asuntos internos de V.I. Music no se pudo lanzar el show completo a la venta, así que solo se lanzó junto a Don Omar, Yaga & Mackie, Glory & Mary Jean. En este show Daddy Yankee lanza la primera canción para promocionar Barrio Fino, titulada Puerto Rico Activa'o', pero en este caso titulada Medley Oh Ah solamente para el cd de audio, para el dvd no sale. Para este show Don Omar subió apoyado por 2 integrantes de su compañía y un bastón ya que había tenido un accidente corriendo su moto. El álbum no fue registrado ni trabajado por El Cartel Records, ya que este fue una sesión por parte de Daddy Yankee a V.I. Music para así liberarlo mas rapido de el contrato que tenían. Este año Daddy Yankee firma con Interscope Records.

## Listado de canciones
| N.º | Título                                 | Escritor(es)                               | Productor(es)        | Duración |  |
| 1.  | «Seguroski»                            | Ramón Ayala                                | DJ Urba & Monserrate | 3:56     |  |
| 2.  | «Latigazo»                             | Ramón Ayala                                | DJ Urba & Monserrate | 3:08     |  |
| 3.  | «Muévete & Perrea»                     | Ramón Ayala                                | DJ Urba & Monserrate | 3:56     |  |
| 4.  | «Mi Gatita & Yo» (ft. Mary Jean)       | Ramón Ayala, Georgie & Joelito             | DJ Urba & Monserrate | 4:14     |  |
| 5.  | «Buscarte» (ft. Glory)                 | Ramón Ayala & Nick Rivera                  | DJ Urba & Monserrate | 4:09     |  |
| 6.  | «Maúlla» (ft. Yaga & Mackie Ranks)     | Ramón Ayala, Javier Matinez & Luis Pizarro | DJ Urba & Monserrate | 3:39     |  |
| 7.  | «Se Acelera El Flow» (ft. Notty)       | Ramón Ayala, Miguel Pabon & Javier Marcano | DJ Urba & Monserrate | 3:39     |  |
| 8.  | «Puerto Rico Te La Dedico» (ft. Notty) | Ramón Ayala, Miguel Pabon & Javier Marcano | DJ Urba & Monserrate | 3:19     |  |
| 9.  | «Brugal»                               | Ramón Ayala                                | DJ Urba & Monserrate | 3:26     |  |
| 10. | «Enciende»                             | Ramón Ayala                                | DJ Urba & Monserrate | 4:31     |  |
| 11. | «Sigo Algare»                          | Ramón Ayala                                | DJ Urba & Monserrate | 3:08     |  |
| 12. | «The Profecy»                          | Ramón Ayala & Nasir Jones                  | DJ Urba & Monserrate | 3:41     |  |
| 13. | «Gata Gangster» (ft. Don Omar)         | Ramón Ayala & William Landron              | DJ Urba & Monserrate | 4:04     |  |
| 14. | «Party de Gangsters»                   | Ramón Ayala                                | DJ Urba & Monserrate | 2:35     |  |
| 15. | «Son Las 12»                           | Ramón Ayala                                | DJ Urba & Monserrate | 3:46     |  |
| 16. | «Medley Oh Ah»                         | Ramón Ayala                                | DJ Urba & Monserrate | 4:48     |  |
| 17. | «Seguroski (Remix)»                    | Ramón Ayala                                | DJ Urba & Monserrate | 3:25     |  |

### DVD
El DVD fue lanzado en simultáneo al álbum, pero este fue distribuido por Machete Music. El DVD solo omite el sencillo promocional de Barrio fino. Tiene una duración de 58:46 y fue grabado en alta calidad.

## Créditos
- Daddy Yankee - Artista Principal
- Don Omar - Artista Invitado
- Mary Jean - Artista Invitada
- Glory - Artista Invitada
- Yaga & Mackie Ranks - Artistas invitados
- Notty - Artista Invitado
- Angel & Khriz - Coristas
- DJ Urba & Monserrate - DJ's
- Angelo Torres - Showrunner
- Jaime Vives - Diseños

## Charts
| Chart (2005)                       | Peak Position |
| ---------------------------------- | ------------- |
| US Billboard 200                   | 104           |
| US Latin Albums (Billboard)        | 3             |
| U.S. Billboard Latin Rhythm Albums | 8             |
| US Tropical Albums (Billboard)     | 3             |
| US Reggae Albums (Billboard)       | 2             |

- Datos: Q4696295